# 不思議の夢のアリス
『不思議の夢のアリス』（ふしぎのゆめのありす、Alice's Dreams' In Wonderland）は、1990年にフェイスから発売されたPCエンジン用ゲームソフト。

## ゲーム内容

### システム
『不思議の国のアリス』（1865年）をはじめとした様々な童話をモチーフとした世界観を持つ、横スクロール型のアクションゲーム。アリスを操作し、悪い魔女にさらわれた童話の主人公達を助け出すのが目的。ダメージ制とストック制の併用となっているが、穴に落ちるとその時点で1ミスとなる。全5面1周エンド。
アリスの攻撃方法は「イヤー」の声を前方に放つ飛び道具のセリフ攻撃と踏み付け攻撃、魔法による攻撃の3種類。セリフ攻撃は3段階の溜め撃ちが可能でボタンを押すことによりその威力が上がるが、溜めすぎると息切れし暫くの間操作ができなくなる。踏み付け攻撃はダメージを与える手段の他、踏みつけた瞬間に再度ボタンを押すことにより、さらに高くジャンプすることができる。これを利用しないと移動できない場所や入手できないアイテムがある。
ジャンプするとパンチラする可愛らしいキャラクターが主人公のゲームだが、その見かけに相反し難易度は高い。ゲームの要であるジャンプ操作にも癖があり攻略には慣れと時間を要する。メーカー広報によると「買ったその日にクリアでは悲しいから難易度を高めにした」とのこと。

### 魔法
任意選択式で、ポーズをかけて選択画面を呼び出し、使いたい魔法を選ぶことによりマジックパワーを消費して魔法を発動する。
どの魔法も効果は一定時間でなくなる。
ゲーム開始時は1種類しか使えないが、面をクリアするごとに増えていき最終的に5種類の魔法が使用可能となる。
ただし、ボス戦では魔法は一切使えない。
レッドマジック/MP1
隠されたアイテムが見えるようになる。最初から使える。
ブルーマジック/MP1
ジャンプ力が上がる。1面クリアで入手。
グリーンマジック/MP1
画面上に地震を起こし、敵にダメージを与える。2面クリア後入手。
シルバーマジック/MP2
無敵になる、ただし穴への落下に対しては無効。3面クリア後入手。
ゴールドマジック/MP3
ランプの精霊ジンが敵を攻撃してくれる。4面クリア後入手。

## スタッフ
- プログラマー：FUNK ながちゃん（ながさわみきや）
- プログラム・アシスト：カワサキ ヤスシ
- プランナー：YASUSHI.O、ジャイアン JOE
- デザイナー：ジャイアン JOE、CHIHIRO（まつくらちひろ）
- ミュージック・コンポーザー：松平あこ（岩永敦子）
- サウンド・エフェクト：さいとう のびた（斎藤博人）
- プロパガンダ：SAX おおの、KARIAGE TOMA
- デバッガー：マルヤマン（まるやまのぼる）、FACE SCRAMBLE CLUBのみなさん
- スペシャル・サンクス：2CV くまくら（熊倉賢一）、たかぴー いがらし（いがらしかなめ）、KA ZU KO、FACEのみなさん
- プロデュース：三金堂

## 評価
ゲーム誌『ファミコン通信』の「クロスレビュー」では合計で22点（満40点）、『月刊PCエンジン』では65・60・65・65・70の平均65点、『マル勝PCエンジン』では6・6・7・7の合計26点（満40点）、『PC Engine FAN』の読者投票による「ゲーム通信簿」での評価は以下の通りとなっており、19.83点（満30点）となっている。また、この得点はPCエンジン全ソフトの中で342位（485本中、1993年時点）となっている。同雑誌1993年10月号特別付録の「PCエンジンオールカタログ'93」では、「メルヘンチックな見かけによらず、難易度は高い」と紹介されている。
| 項目 | キャラクタ | 音楽 | 操作性 | 熱中度 | お買得度 | オリジナリティ | 総合  |
| 得点 | 3.69       | 3.39 | 3.14   | 3.25   | 3.14     | 3.22           | 19.83 |